# Stonasla undulata
Stonasla undulata är en insektsart som beskrevs av White 1878. Stonasla undulata ingår i släktet Stonasla och familjen dvärgstritar. Inga underarter finns listade i Catalogue of Life.